# 光萼彩花
光萼彩花（学名：Acantholimon alatavicum var. laevigatum）为白花丹科彩花属下的一个变种。

## 扩展阅读
- 維基物種上的相關：光萼彩花